# Marcusiaxius colpos
Marcusiaxius colpos är en kräftdjursart som beskrevs av Brian Frederick Kensley och Heard 1991. Marcusiaxius colpos ingår i släktet Marcusiaxius och familjen Micheleidae. Inga underarter finns listade i Catalogue of Life.